# Carta de Vitosha

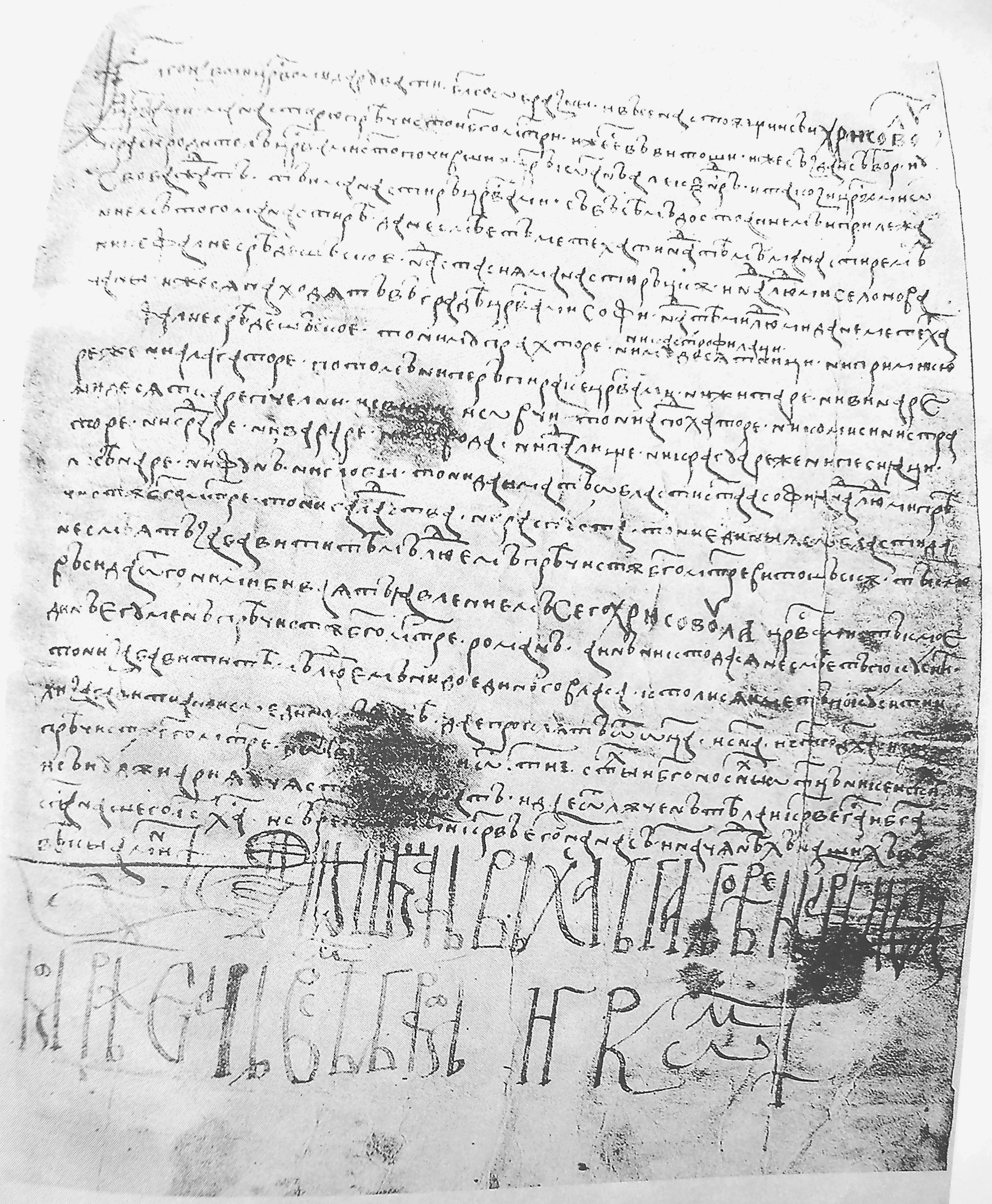
Carta Vitosha de Iván Shishman de Bulgaria.

La Carta de Vitosha (en búlgaro: Витошка грамота) fue un decreto real concedido y emitido por el zar Iván Shishman al monasterio de Dragalevtsi entre 1371 y 1382. La carta esta preservada en el monasterio de Zografou en el Monte Athos. Fue escrito con letra cursiva en una hoja de pergamino con dimensiones de 38 x 27,5 cm. Este documento contiene información importante sobre el sistema de impuestos, la burocracia y la situación de los campesinos dependientes en el Segundo Imperio búlgaro del siglo XIV.